# Zvjezdan Cvetković
Zvjezdan Cvetković (* 18. April 1960 in Karlovac; † 27. Februar 2017 in Zagreb) war ein jugoslawischer und kroatischer Fußballspieler und -trainer. Sein jüngerer Bruder Borislav Cvetković war ebenfalls professioneller Fußballspieler.

## Karriere

### Spieler
Zvjezdan Cvetković wechselte, nachdem er sieben Jahre bei Dinamo Zagreb gespielt hatte, zum Bundesligisten SV Waldhof Mannheim. Bei den Mannheimern stand der Verteidiger drei Jahre unter Vertrag. Im Ligaspiel gegen Bayer 04 Leverkusen am 10. März 1990 verletzte er sich schwer und zog sich einen Schädelbasisbruch zu. Infolge dieser Verletzung beendete er seine Karriere als Spieler.

### Trainer
2005 trainierte er die Mannschaft von Dinamo Zagreb. Von Juni bis Oktober 2011 war Cvetković Trainer des bosnischen Premijer-Liga-Teilnehmers Borac Banja Luka.

## Erfolge
- jugoslawischer Meister 1982
- jugoslawischer Pokalsieger 1983